# Олинала
Олинала́ (исп. Olinalá) — посёлок и административный центр одноимённого муниципалитета в мексиканском штате Герреро. Численность населения, по данным переписи 2010 года, составила 5 792 человека.

## Топонимика
Название посёлка Olinalá с языка науатль можно перевести как соединённые землетрясениями или вблизи землетрясений.